# Eleşkirt
Eleşkirt – miasto w Turcji, w prowincji Ağrı. W 2017 roku liczyło 10 162 mieszkańców.